# غاري والش
غاري والش (بالإنجليزية: Gary Walsh) (21 مارس 1968 بويغان في المملكة المتحدة - ) هو لاعب كرة قدم بريطاني في مركز حراسة المرمى. شارك مع منتخب إنجلترا تحت 21 سنة لكرة القدم. أما مع النوادي، فقد لعب مع أولدهام أثلتيك وبرادفورد سيتي ومانشستر يونايتد ونادي ميدلزبره وويغان أتلتيك ونادي أردريونيانز.

## وصلات خارجية
- غاري والش على موقع قاعدة بيانات كرة القدم.إي يو (الإنجليزية)
- غاري والش على موقع Soccerbase.com (لاعب) (الإنجليزية)
- غاري والش على موقع عالم كرة القدم.نت (الإنجليزية)